# Roberto Bonomi
 Roberto Bonomi  (* 30. září 1919 Buenos Aires - 10. leden 1992 tamtéž) byl argentinský automobilový závodník, účastník formule 1 v roce 1960.
Bonomi byl šampiónem v kategorii sportovních vozů, když byl součástí vítězného týmu Ferrari v soutěži značek v roce 1952 a 1953. V úspěšném tažení pokračoval i v roce 1954 s vozem Ferrari 250MM Vignale, když uspěl v závodech 500 mil Argentiny a dalších závodech jako Primavera, Costa Nera Lealtad a Mendoza.
S vozem Maserati 350S V12, společně s Pilottim v roce 1957 dokončili závod na 1000 km v Buenos Aires na pátém místě.
Roberto úspěšně soutěžil s vozem Maserati 300S v různých událostech v letech 1958 a 1961.
V roce 1960 vstoupil do týmu Scuderia Centro Sud, který provozoval vozy Cooper T51 s motory Maserati, pneumatiky Dunlop, startovní číslo 4. Zúčastnil se jediného závodu formule 1. Za volantem Cooperu se účastnil Grand Prix Cordova.
Roberto Bonomi podlehl rakovině 10. ledna 1992.

## Kompletní výsledky ve formuli 1
| Legenda k tabulce | Legenda k tabulce                                                                       |
| Barva             | Výsledek                                                                                |
| ----------------- | --------------------------------------------------------------------------------------- |
| Zlatá             | Vítěz                                                                                   |
| Stříbrná          | 2. místo                                                                                |
| Bronzová          | 3. místo                                                                                |
| Zelená            | Bodované umístění                                                                       |
| Modrá             | Nebodované umístění                                                                     |
| Modrá             | Dokončil neklasifikován (NC)                                                            |
| Fialová           | Odstoupil (Ret)                                                                         |
| Červená           | Nekvalifikoval se (DNQ)                                                                 |
| Červená           | Nepředkvalifikoval se (DNPQ)                                                            |
| Černá             | Diskvalifikován (DSQ)                                                                   |
| Bílá              | Nestartoval (DNS)                                                                       |
| Bílá              | Závod zrušen (C)                                                                        |
| Světle modrá      | Pouze trénoval (PO)                                                                     |
| Světle modrá      | Páteční testovací jezdec (TD)                                                           |
| Bez barvy         | Netrénoval (DNP)                                                                        |
| Bez barvy         | Vyřazen (EX)                                                                            |
| Bez barvy         | Nepřijel (DNA)                                                                          |
| Bez barvy         | Odvolal účast (WD)                                                                      |
| Bez barvy         | Nezúčastnil se (prázdné)                                                                |
| Označení          | Význam                                                                                  |
| Tučnost           | Pole position                                                                           |
| Kurzíva           | Nejrychlejší kolo                                                                       |
| †                 | Jezdec nedojel do cíle, ale byl klasifikován, protože odjel více než 90 % délky závodu. |
| ‡                 | Byl udělován poloviční počet bodů, protože bylo odjeto méně než 75 % délky závodu.      |
| Horní index       | Umístění bodujících jezdců ve sprintu                                                   |

| Rok  | Tým                 | Šasi       | Motor       | 1      | 2   | 3   | 4   | 5   | 6   | 7   | 8   | 9   | 10  | Umístění | Points |
| ---- | ------------------- | ---------- | ----------- | ------ | --- | --- | --- | --- | --- | --- | --- | --- | --- | -------- | ------ |
| 1960 | Scuderia Centro Sud | Cooper T51 | Maserati L4 | ARG 11 | MON | 500 | NED | BEL | FRA | GBR | POR | ITA | USA | -        | 0      |

### Závody F1 nezapočítávané do MS
| Rok  | Grand Prix              | Okruh        | Vůz           | Pozice     | Výsledky |
| ---- | ----------------------- | ------------ | ------------- | ---------- | -------- |
| 1958 | Grand Prix Buenos Aires | Buenos Aires | Maserati 250F | Nedokončil | Výsledky |
| 1960 | Grand Prix Buenos Aires | Buenos Aires | Porsche Behra | Nedokončil | Výsledky |

### Výsledky ze závodu Targa Florio
| Rok  | Kategorie | Tým              | Vůz             | Umístění   |
| 1953 |           |                  | Ferrari 250S    | nedokončil |
| 1960 | GT 850    | Monte Pellegrino | Fiat Abarth 750 | nedokončil |